# Oakie Doke
Oakie Doke est une série d'animation britannique en 26 épisodes de 10 minutes, coproduite par Cosgrove Hall Films et la BBC. 
Elle est diffusée du 11 septembre 1995 au 13 septembre 1997 sur la BBC puis en France à partir du 8 janvier 1997 sur TF1 dans l'émission Salut les Toons.

## Fiche technique
- Titre français et original : Oakie Doke
- Création : Bridget Appleby
- Réalisation : Brian Little et Ellen Meske
- Scénario : Jimmy Hibbert
- Musique : Ernie Wood
- Production : Jackie Cockle et Chris Bowden
  - Producteurs exécutifs : Brian Cosgrove, Mark Hall et Theresa Plummer-Andrews
- Société de production : Cosgrove Hall Productions
- Pays d'origine : Royaume-Uni
- Nombre d'épisodes : 26 (2 saisons)
- Durée : 10 minutes

## Distribution

### Voix originales
- David Holt
- Kate Harbour

## Épisodes
1. Le mulet mal aimé (Oakie Doke and the Lonely Mouse)
2. Le mystère des noisettes (Oakie Doke and the Nut Mystery)
3. Le banquet du villageois (Oakie Doke and the Party)
4. Le gâteau d'anniversaire (Oakie Doke and the Birthday Cake)
5. Hoquet Doke (Oakie Doke and the Hiccups)
6. Pêche au chapeau (Oakie Doke and the Hat Hunt)
7. Patinette (Oakie Doke and the Scooter)
8. Le vent coquin (Oakie Doke and the Cheeky Breeze)
9. L'orchestre (Oakie Doke and the Orchestra)
10. La chasse au trésor (Oakie Doke and the Treasure Hunt)
11. Le monstre (Oakie Doke and the Monster)
12. Dans la marmelade (Oakie Doke and the Jam Puddle)
13. Le puits magique (Oakie Doke and the Wishing Well)

## Diffusion

### Royaume-Uni
La diffusion de Oakie Doke commence sur la BBC le 11 septembre 1995. La série est diffusée sur la chaîne entre le 11 septembre 1995 et le 13 septembre 1997.

### France
Le 8 janvier 1997, la série est diffusée pour la première fois sur TF1 dans Salut les Toons et elle est diffusée jusqu'au 18 juin 1997. La série est rediffusée dans TF! Jeunesse entre le 11 janvier 1998 et le 8 février 1998 puis entre le 26 septembre et le 24 octobre 1999.